# The Island God
The Island God (título original en inglés; en español, El dios de la isla) es una ópera en un acto, con música y libreto de Gian Carlo Menotti. Se estrenó el 20 de febrero de 1942 en el Metropolitan de Nueva York.
Aunque las únicas representaciones de la ópera fueron en inglés, Menotti escribió el libreto en italiano (como Ilo e Zeus).

## Historia de la representación
The Island God tuvo cuatro representaciones en el Metropolitan, apareciendo en programas dobles con Pagliacci y La bohème.  Aunque el reparto incluyó a Leonard Warren como Ilo y Astrid Varnay como Telea, la ópera no fue un éxito. El crítico de la ópera para Musical America, Oscar Thompson la llamó "más efectiva como una concepción literaria que algo de ópera".  Menotti no quedó satisfecho con la producción y empezó a exigir mayor inversión en producciones de sus obras.
The Island God no se ha repuesto desde su estreno; se supone que Menotti destruyó todas las copias de la partitura.  En una entrevista de 1996, Menottidespachó la ópera como "un gran aburrimiento". Cuando le pidieron una reposición, respondió: "Nunca te daré ese tormento".

## Personajes
| Personaje                          | Tesitura | Reparto del estreno, 20 de febrero de 1942 (Director: - Ettore Panizza) |
| ---------------------------------- | -------- | ----------------------------------------------------------------------- |
| Ilo                                | barítono | Leonard Warren                                                          |
| Greek God, dios griego             | bajo     | Norman Cordon                                                           |
| Telea                              | soprano  | Astrid Varnay                                                           |
| Luca                               | tenor    | Raoul Jobin                                                             |
| Fisherman's Voice, voz de pescador | tenor    | John Carter                                                             |

## Sinopsis
Ilo, un pescador, y su esposa Telea llegan a una isla desierta, donde descubren un templo en ruinas. Cuando Ilo agradece al dios del templo su llegada sanos y salvos, el dios cobra vida y ordena a Ilo que reconstruya el templo.
Mientras Ilo se dedica a su obra, llega otro pescador a la isla, Luca. Él y Telea rápidamente se enamoran y planean huir de la isla. Cuando Ilo descubre el plan, Luca y Telea lo atrapan en una red de pesca y se escapan.
Creyendo que el dios lo ha abandonado, Ilo destruye el templo.  El dios entonces mata a Ilo, sólo para perecer porque no queda nadie que lo venere.